# يونيتي ريزورتس جروب
يونيتي ريزورتس جروب هي شركة استشارات عسكرية وأمنية خاصة مملوكة للولايات المتحدة ومقرها في لوس أنجلوس ، الولايات المتحدة الأمريكية.

## روابط خارجية
- Official website